# 村上かるた うさぎおいしーフランス人
『村上かるた うさぎおいしーフランス人』（むらかみかるた うさぎおいしーフランスじん）は、村上春樹作、安西水丸絵のかるたの本。
2007年3月29日、文藝春秋より刊行された。装丁は大久保明子。「前々から『犬棒かるた』の向こうを張る『村上かるた』みたいなものを作ってみたいという気持ちが、僕の中にはふつふつとありました」と前書きで村上は述べている。そのような事情から本書は出版された。

## 内容
第Ⅰ部は、「あ」から「わ」までの44文字に対応した句が1句ずつ右ページに掲載され、左ページに安西のかるたの絵（カラー）が掲載されている。それぞれにつき村上のショートショート風の文章、小話が続く。
第Ⅱ部も同じく村上作の句が計59句掲載されているが、こちらは小さめの活字で組まれている。安西の絵は4コマ漫画のときもある。
村上かるたの例。「ゾンビは待てない。今すぐ実行」、「ふうふう吹いても、いっこうに収まりません」、「軽いイルカはいるかい」、「コーエン兄弟、公園デビュー」など。